# Verlus
Verlus település Franciaországban, Gers megyében. Lakosainak száma 122 fő (2022. január 1.). Verlus Moncla, Portet, Aurensan, Projan és Viella községekkel határos.

## Népesség
A település népessége az elmúlt években az alábbi módon változott:
| Lakosok száma | 103  | 75   | 90   | 96   | 89   | 93   | 105  | 114  | 118  | 122  |
|               | 1968 | 1982 | 1990 | 2006 | 2013 | 2015 | 2017 | 2019 | 2020 | 2022 |